# Банкс (град, Орегон)
Банкс (на английски: Banks) е град в окръг Вашингтон, щата Орегон, САЩ. Банкс е с население от 1435 жители (2007) и обща площ от 0,9 km². Намира се на 76,2 m надморска височина. ЗИП кодът му е 97106, 97109, 97125, а телефонният му код е 503.